# 台北捷運木柵線

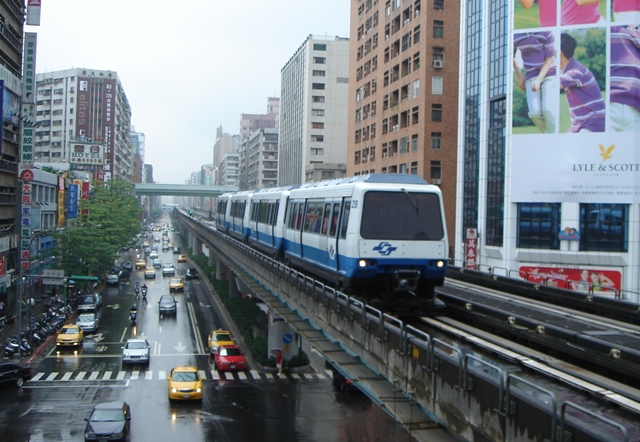
忠孝復興駅手前のマトラVAL256型電聯車

木柵線（もくさくせん）は、台湾台北市中心部から台北市南東部の文山区へと至る台北捷運の路線。2009年7月4日に完成した内湖線と合わせて文湖線と呼ばれ、文山 - 台北市中心部 - 松山機場 - 内湖 - 南港を結ぶ新交通システムによる鉄道路線である。
1996年3月に開通した台北市で最初の捷運路線であり、他の台北捷運の路線と違い、新交通システムによる運行を行っている。路線の全長は、10.5km。

## 路線データ
- 駅数：12
- 軌間：1,880 mm
- 電気方式：直流750V（第三軌条方式）
- 複線区間：全線
- 高架区間：全線
- 走行方向：右側通行

## 沿革
木柵線の計画段階では、南段は新光路から南向して秀明路を進み、木柵路、興隆路、辛亥路を経由し辛亥駅通過後に現行路線に接続する予定であった。その後、新光路から直接景美渓を越え、万芳路、興隆路、辛亥路を経て辛亥駅に至るルートに変更された。北段は現行の和平東路三段を経由する以外に下記のルートが検討された。
1. 和平東路二段 - 復興南路 - 復興北路 - 慶城街 - 敦化北路 - 台北松山空港
2. 和平東路二段 - 敦化南路 - 敦化北路 - 台北松山空港（都市景観に与える影響が大きく住民から反対された）
3. 和平東路三段 - 基隆路- 光復南路 - 光復北路 - 台北松山空港（光復北路が直線でなくまた道路幅も不十分）

数次にわたる検討の後、復興南北路案が採用された。また将来建設される内湖線との連絡をも考慮され、民権東路から台北松山空港間及び松山機場駅の設置計画が取り消され、これらは内湖線建設計画の中にゆだねられることとなった。
木柵線は元来1991年12月に開業する予定であったが、技術問題が続発し1996年の開業となった。1994年に台北市長に就任した陳水扁は「馬特拉不拉，我們自己拉（マトラーが動かなければ我々が動く）」を合言葉に、計画ではフランスマトラ社が製造した車両を使用する予定であったが、ドイツシーメンス社から技術導入を実施した。
- 1996年
  - 2月27日 - 木柵線の民間試乗会が行なわれる。
  - 3月28日 - 木柵線全線が開業。
- 2009年
  - 7月4日 - 内湖線と直通運転開始。
  - 10月8日 - 行政区名を変更および内湖線との合併のため、線路名称を改正し、文山線に改称された。文山内湖線の一部となる[1]。
- 2014年11月15日 - 松山線開通に伴い、駅名を南京東路駅から南京復興駅に変更

## システム
木柵線は新交通システムの1種であるマトラーVALシステムを採用し、客車2輌を連結した1編成を組み合わせ、4輌編成での運行が行なわれている。現在文山線のホームは6輌編成に対応して設計されており、将来の輸送需要の増加に対応することを設計段階で考慮されている。なお、棕線の全線開通により、木柵線は内湖線で採用されるカナダボンバルディア社（Bombardier）のCITYFLO650自動列車制御システムに対応させるために、順次改造が行われた。

## 料金
全線の料金はNT$20 - NT$30であるが、悠遊卡を利用するとNT$16 - NT$24と割引を受けることができる。

### 区間料金
| 中山国中 |          |          |          |          |          |          |          |          |          |          |          |
| 20       | 南京復興 | 南京復興 | 南京復興 | 南京復興 | 南京復興 | 南京復興 | 南京復興 | 南京復興 | 南京復興 | 南京復興 | 南京復興 |
| 20       | 20       | 忠孝復興 | 忠孝復興 | 忠孝復興 | 忠孝復興 | 忠孝復興 | 忠孝復興 | 忠孝復興 | 忠孝復興 | 忠孝復興 | 忠孝復興 |
| 20       | 20       | 20       | 大安     | 大安     | 大安     | 大安     | 大安     | 大安     | 大安     | 大安     | 大安     |
| 20       | 20       | 20       | 20       | 科技大楼 | 科技大楼 | 科技大楼 | 科技大楼 | 科技大楼 | 科技大楼 | 科技大楼 | 科技大楼 |
| 20       | 20       | 20       | 20       | 20       | 六張犁   | 六張犁   | 六張犁   | 六張犁   | 六張犁   | 六張犁   | 六張犁   |
| 25       | 20       | 20       | 20       | 20       | 20       | 麟光     | 麟光     | 麟光     | 麟光     | 麟光     | 麟光     |
| 25       | 25       | 25       | 20       | 20       | 20       | 20       | 辛亥     | 辛亥     | 辛亥     | 辛亥     | 辛亥     |
| 30       | 25       | 25       | 25       | 20       | 20       | 20       | 20       | 万芳医院 | 万芳医院 | 万芳医院 | 万芳医院 |
| 30       | 30       | 25       | 25       | 25       | 20       | 20       | 20       | 20       | 万芳社区 | 万芳社区 | 万芳社区 |
| 30       | 30       | 25       | 25       | 25       | 20       | 20       | 20       | 20       | 20       | 木柵     | 木柵     |
| 30       | 30       | 30       | 25       | 25       | 25       | 20       | 20       | 20       | 20       | 20       | 動物園   |

## 車両

### 運用中の車両
- VAL256型
- CITYFLO650型

## 駅一覧
| 駅番号                          | 駅名       | 駅名         | 駅名                         | 駅間 キロ | 累計 キロ | 接続路線・備考                                 | 所在地 | 所在地        |
| 駅番号                          | 日本語     | 繁体字中国語 | 英語                         | 駅間 キロ | 累計 キロ | 接続路線・備考                                 | 所在地 | 所在地        |
| ------------------------------- | ---------- | ------------ | ---------------------------- | --------- | --------- | ---------------------------------------------- | ------ | ------------- |
| 内湖線 南港展覧館駅まで直通運転 |            |              |                              |           |           |                                                |        |               |
| BR12                            | 中山国中駅 | 中山國中站   | Zhongshan Junior High School | 0.000     | 0.000     |                                                | 台北市 | 中山区 松山区 |
| BR11                            | 南京復興駅 | 南京復興站   | Nanjing Fuxing               | 1.050     | 1.050     | 台北捷運： 松山新店線                          | 台北市 | 中山区 松山区 |
| BR10                            | 忠孝復興駅 | 忠孝復興站   | Zhongxiao Fuxing             | 1.150     | 2.200     | 台北捷運： 板南線                              | 台北市 | 大安区        |
| BR09                            | 大安駅     | 大安站       | Da'an                        | 0.900     | 3.100     | 台北捷運： 淡水信義線                          | 台北市 | 大安区        |
| BR08                            | 科技大楼駅 | 科技大樓站   | Technology Building          | 0.751     | 3.851     |                                                | 台北市 | 大安区        |
| BR07                            | 六張犁駅   | 六張犁站     | Liuzhangli                   | 1.130     | 4.981     | 台北捷運： 環状線（計画中）                    | 台北市 | 大安区 信義区 |
| BR06                            | 麟光駅     | 麟光站       | Linguang                     | 0.800     | 5.781     |                                                | 台北市 | 大安区 信義区 |
| BR05                            | 辛亥駅     | 辛亥站       | Xinhai                       | 1.550     | 7.331     |                                                | 台北市 | 文山区        |
| BR04                            | 万芳医院駅 | 萬芳醫院站   | Wanfang Hospital             | 0.750     | 8.081     |                                                | 台北市 | 文山区        |
| BR03                            | 万芳社区駅 | 萬芳社區站   | Wanfang Community            | 1.200     | 9.281     |                                                | 台北市 | 文山区        |
| BR02                            | 木柵駅     | 木柵站       | Muzha                        | 0.590     | 9.871     |                                                | 台北市 | 文山区        |
| BR01                            | 動物園駅   | 動物園站     | Taipei Zoo                   | 0.805     | 10.676    | 台北捷運： 環状線（計画中）、■猫空ロープウェイ | 台北市 | 文山区        |